# Armet

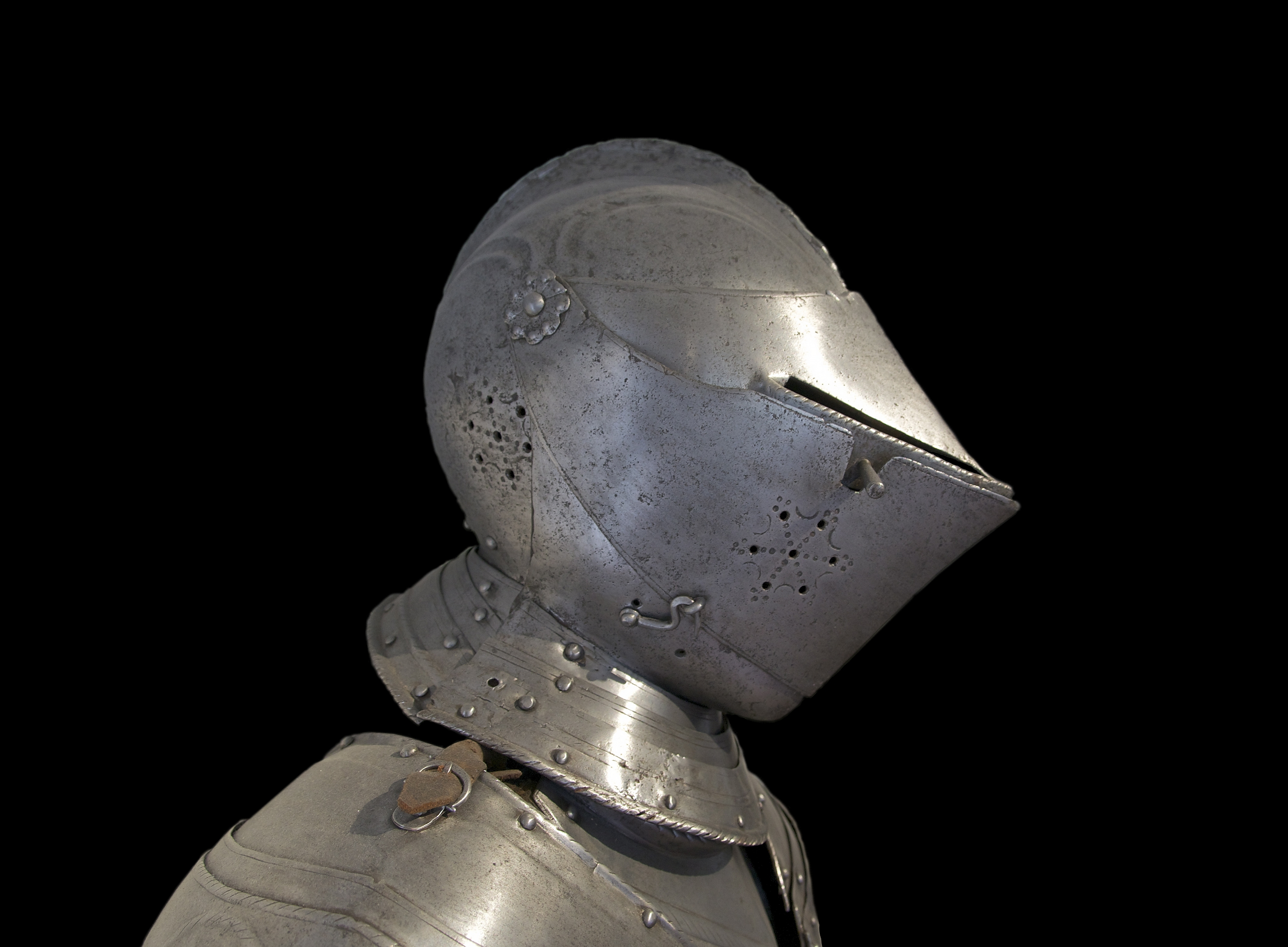
Armet, 15. Jahrhundert

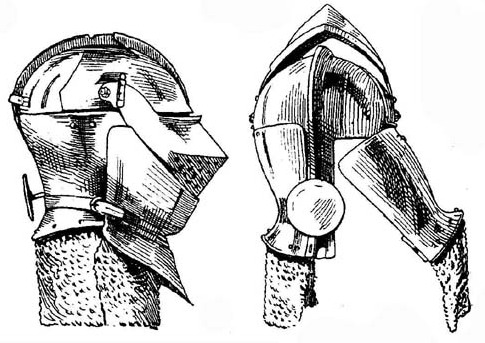
Armet

Als Armet wird ein Visierhelm italienischen Ursprungs bezeichnet, der um 1420 aus der Hundsgugel entstand. 

## Beschreibung
Die eng anliegende Helmglocke des Armets mündete in einen schmalen Nackenstreifen, an dem eine Stielscheibe angebracht war. An der Glocke hingen zwei große Backenstücke in Scharnieren, zudem war an ihr ein aufschlächtiges Kantenvisier mit Drehbolzen befestigt. Die Backenstücke wurden auf der Vorderseite verschlossen und bildeten auf diese Weise ein Kinnreff. Zu einem Armet wurde häufig ein als Hals- und Kinnschutz dienender Bart getragen, der mit Lederriemen im Nackenbereich verschnallt wurde. Zu Beginn des 16. Jahrhunderts gingen aus dem Armet der Deutsche Visierhelm und der Geschlossene Helm hervor. Auch der um 1525 entwickelte Mantelhelm leitet sich vom Armet ab.